# Hylaeus digitatus
Hylaeus digitatus är en biart som först beskrevs av Houston 1975.  Hylaeus digitatus ingår i släktet citronbin, och familjen korttungebin. Inga underarter finns listade i Catalogue of Life.